# Михайлюк, Василий Филиппович
Васи́лий Фили́ппович Михайлю́к (укр. Василь Пилипович Михайлюк; 13 января 1929 года, Вашковцы, жудец Сторожинец, Румыния — 2 мая 2003, там же, Черновицкая область, Украина) — украинский композитор, дирижёр, заслуженный работник культуры УССР (1966). Автор около 200 песен. Автор музыки песни «Черемшина». Почетный гражданин города Вашковцы. Лауреат литературно-художественной премии имени Сидора Воробкевича (1995), имя на «Аллее звезд» в Черновцах. Участник Великой Отечественной войны.

## Биография
Василий Филиппович Михайлюк родился в крестьянской семье 13 января 1929 года в Вашковцах, УССР, СССР. В 1956 году окончил Черновицкое музыкальное училище. С 1952 по 1970 год работал руководителем Духового оркестра и хора. Был очень скромным человеком.
Скончался 2 мая 2003 года от пятого инфаркта в Вашковцах. Похоронен на городском кладбище Вашковцев.

## Избранные произведения
- «Черемшина» (М. Юрийчук),
- «Подари мне Карпаты» (В. Григорак),
- «Ели» (М. Юрийчук),
- «Минутка» (И. Кутень),
- «Мальвы» (В. Григорак),
- «Белые журавли» (М. Юрийчук),
- «Рута-мята» (В. Григорак),
- «Цимбалонькы» (Л. Курявенко),
- «Аннушка» (В. Григорак),
- «К руководителя» (И. Кутень),
- «Верба»,
- «Мальвы»,
- «Кладочка»,
- «Буковинский вальс»,
- «Аничка»,
- «Утро»,
- «Дед Омелько»,
- «Вечный огонь»,
- «Не забудьте»,
- «Зашумит мне»,
- «Карпатский вальс»,
- «Подари мне Карпаты»,
- «Мальвы»,
- «Минутка»,
- «Аничка»,
- «Кладочка»,
- «Рута»,
- «Тропинка» (И. Кутен),
- «Песня лесорубов» (И. Кутен),
- «Песня об Украине» (И. Кутен),
- «Буковинский вальс» (И. Кутен),
- «Вашкивецкая частушки» (И. Кутен).
- «Вашкивецкая вальс» (В. Кошка),
- «Песнь о моем село» (В. Кошка),
- «Вечера в Карпатах» (С. Слюсарчук),
- «Цимбалы» (С. Слюсарчук),
- «К кормчего» (Ю. Федькович).